# Багайоко, Тьекоро
Тьекоро Багайоко (фр.  Tiécoro Bagayoko; 19 июля 1937, Гундам, Французский Судан — 26 августа 1983, Тауденни, Мали) — военный, политический и государственный деятель Мали, один из организаторов переворота 1968 года, директор Службы национальной безопасности Мали, генеральный директор полиции, подполковник. Считался одним из сторонников жёсткого курса и главным организатором репрессий против оппозиции и деятелей свергнутого режима. Смещён с постов во время событий 28 февраля 1978 года и приговорён к смертной казни по обвинению в государственной измене. Разжалован и отправлен на каторжные работы в Тауденни, где был убит в 1983 году.

## Биография
Тьекоро Багайоко  родился 19 июля 1937 года в центральной части Французского Судана в городе Гундам (ныне область Тимбукту) в семье Муссы Багайоко и Маты Саджи Коссы из народа бамбара. Его детские годы прошли в Гундаме, где служил Мусса Багайоко, затем семья переехала в Каес, а в 1950 году, когда отца перевели в Бамако, Тьекоро последовал за ним. Из Бамако он был отправлен во французскую Школу сынов полка в Кати, где получил военное образование, что позволяло юному африканцу в будущем занять относительно высокое положение, недостижимое для большинства соотечественников.

### Военная карьера
Окончив Школу в 1955 году Тьекоро Багайоко был зачислен во французскую колониальную армию и получил сержантское звание. В 1958 году он был направлен на войну в Алжире, где за участие в боевых действиях получил Медаль Креста Спасения французской армии. Но в 1960 году Мали стала независимым государством, начала строительство национальных вооружённых сил и нуждалась в офицерских кадрах. Многие сержанты-малийцы, служившие Франции, теперь возвращались на родину, где им открывалась перспектива офицерской карьеры. В их числе был и Тьекоро Багайоко, не скрывавший своего честолюбия и желания выдвинуться.
Его ждал неожиданный поворот: правительство Мали во главе с Модибо Кейтой разорвало традиционные связи с Францией и переориентировалось на социалистические страны. Теперь страна нуждалась не просто в офицерах, а в военных специалистах высокого уровня, способных освоить современную технику. И вернувшийся Багайоко был послан на учёбу в Советский Союз, поддерживавший Фронт национального освобождения, с которым тот недавно воевал в Алжире. В СССР Тьекоро Багайоко окончил школу военно-воздушных сил и получил квалификацию пилота, став одним из первых лётчиков-малийцев — об этом можно было и не мечтать, продолжи он службу в армии Франции. Тьекоро вернулся в Бамако, где участвовал в создании малийских ВВС, которые теперь оснащались советскими самолётами и вертолётами, в том числе учебными МиГ-15УТИ и реактивными истребителями МиГ-17, а в 1965 году прошёл стажировку и в США.

### Лейтенант, арестовавший президента
После эвакуации французской военно-воздушной базы № 162 в Бамако первая эскадрилья малийских ВВС была дислоцирована в Сену в 15 километрах к югу от столицы (ныне международный аэропорт Бамако-Сену). Здесь лейтенант Тьекоро Багайоко продолжил службу после обучения за границей, и в 1968 году принял активное участие в заговоре военных против президента Модибо Кейты. Вместе со штурманом Филифингом Сиссоко он установил контакт с группой Муссы Траоре и Йоро Диаките в Военной школе в Кати и вошёл в оперативный штаб заговорщиков. Багайоко и Сиссоко привлекли к заговору парашютиста Сунгало Самаке из лагеря Джикорони и в ночь переворота 19 ноября 1968 года возглавили группы десантников, предназначавшиеся для установления контроля над ключевыми объектами Бамако. Багайоко руководил захватом штаба Народной милиции, а затем вместе с Сунгало Самаке и танкистом Амаду Баба Диаррой на бронетранспортёрах отправился по направлению к Куликоро, чтобы арестовать президента Модибо Кейту. Когда военные остановили президентский кортеж у Массалы, именно Тьекоро Багайоко объявил Кейте о смещении. Его слова — «От имени Военного комитета национального освобождения я прошу Вас подняться в эту бронемашину» — вошли в легенду и до сих пор передаются в различных вариантах. В 1990 году профессор Бинту Сананкуа, опиравшаяся на опровержение Муссы Траоре, в своей книге назвала этот эпизод с участием Багайоко не более чем мифом, мало относящимся к реальности. Только в 2007 году участник ареста Кейты капитан Сунгало Самаке в своих мемуарах подтвердил, что именно этот никому не известный лейтенант арестовал одного из самых известных тогда политиков планеты. Малийский журналист Саути Хайдара позднее писал, что Багайоко «оказался единственным военным, который, не моргнув глазом, осмелился заявить творцу независимости Мали, что тот больше не президент…» (фр.  avait été le seul militaire à avoir osé regarder sans sourciller l’artisan de l’indépendance du Mali pour lui dire qu’il n’était plus president…).

### Шеф малийских спецслужб. «Ястреб» и «салопарды»
Тьекоро Багайоко, как один из руководителей заговора, вошёл в состав правящего Военного комитета национального освобождения, где стал отвечать за государственную безопасность и полицию. В этом была своего рода насмешка судьбы: тридцатилетний лейтенант, по пути в Кати отчитывавший Модибо Кейту за расправу над лидерами оппозиции, теперь должен был сам подавлять оппозицию новому военному режиму. Возглавив Службу национальной безопасности, а в 1969 году став генеральным директором полиции, Багайоко взялся за дело в масштабах и с жестокостью, невиданными в истории независимого Мали. Первыми политзаключёнными стали многочисленные министры и высшие чиновники правительства Кейты, функционеры правящей партии Суданский союз, активисты Союза малийской молодёжи, профсоюзов и Народной милиции. Но не прошло и года, как настала очередь военных.
Уже в августе 1969 года силами безопасности был раскрыт заговор капитана Диби Силаса Диарры, планировавшего в ходе военного переворота отстранить от власти ВКНО и вернуть Мали к гражданскому правлению. В ходе процесса 10—14 декабря суд государственной безопасности приговорил 33 офицера к каторжным работам и Багайоко лично пришёл на отправку первой партии заключённых на только что открытую каторгу в Тауденни. Он крикнул вслед осуждённым: —  «До свидания, господа туристы!»  («Au revoir Messieurs les touristes !» — употребив слово «до свидания» вместо «прощайте», Багайоко и не подозревал, насколько символична эта небрежность).
С активной военной оппозицией было покончено и основными оппонентами режима оставались студенчество и профсоюзы, по-прежнему разделявшее левые убеждения и требовавшие демократизации общественной жизни. Когда в 1970 году студенты учебных заведений Бамако создали координационное бюро и организовали всеобщую забастовку, Багайоко с подразделением десантников лично объезжал школы и лицеи и восстанавливал там порядок прикладами и ремнями портупей. В Высшей нормальной школе на холме Бадалабугу учащиеся и члены учебного бюро были согнаны на площадку перед зданием. Багайоко обратился к ним с балкона и заявил, что бунтующие будут «насухо побриты осколками бутылок за государственный счёт»  (фр.  rasés à sec, au tesson de bouteille et aux frais de l’Etat). Волнения были подавлены, а в аудиториях учебных заведений вскоре обнаружилось множество полицейских агентов и добровольных доносителей, сообщавших в ведомство Багайоко о настроениях и высказываниях студентов. И высказывания теперь могли обойтись авторам очень дорого.
Получивший в народе прозвище Джанго (Django) или  Ястреб , Багайоко выявлял противников режима, которых презрительно называл «салопардами» (salopards), и расправлялся с ними самыми разными способами. Террор против политических оппозиционеров и профсоюзных деятелей, аресты, высылки, произвольное содержание под стражей и жестокое обращение с заключёнными стали нормой дня. Студенты, устроившие забастовку, были отправлены в военные лагеря, где многие из них погибли, функционеры Суданского союза годами без суда содержались в тюрьмах, где умирали от плохих условий содержания. Пустынный малийский север обрёл дурную славу: сахарские соляные копи в Тауденни и Тегаззаре, военная тюрьма в Кидале постоянно принимали новых осуждённых, многие из которых больше уже никогда не вернулись домой. Багайоко обвиняли в том, что он культивировал пытки, приказывал резать арестованных осколками бутылок и применять электрошок. Старший сержант Самба Сангаре, ставший писателем заговорщик 1969 года, называл пытки, применявшиеся людьми Багайоко, достойными нацистского Гестапо. Он подтверждал эти слова, показывая свои изуродованные ноги и демонстрируя шрамы на теле.
Шеф полиции говорил оппозиционерам, что тюрьма и каторга для них не единственный путь, что они могут сразу погибнуть под колёсами машины: «Вы знаете, что наши дороги очень узки и несчастные случаи не редкость. И именно мы составляем протокол» (фр.  Vous savez, nos routes sont étroites et un accident est vite arrivé. Et c’est nous  qui faisons le constat ).
Репрессии настигали не только политических противников режима, но и всех, вставших на дороге у новых правителей. В том числе и предпринимателей, «спасённых» военными от притеснений Модибо Кейты. Несколько коммерсантов, которые затронули интересы Тьекоро Багайоко, были без суда отправлены на «экскурсию» в Тауденни. Их побрили, в насмешку оставив на голове гребни из волос, избивали, топили в бочках с водой, а через три дня отпустили по домам.
Тьекоро Багайоко до сих пор обвиняют и в смерти Модибо Кейты, последовавшей в мае 1977 года. Многочисленные слухи об убийстве бывшего президента ходили с первого дня, а в 2007 году отвечавший за охрану заключённого капитан Сунгало Самаке в своих мемуарах заявил, что Кейта был отравлен доктором Фараном Самаке. Родственники доктора, который в свою очередь покончил с собой после ареста Багайоко, обратились в суд, обвиняя издателя мемуаров в клевете. Процесс по этому делу в первой инстанции завершился отказом в удовлетворении иска родственников, при том, что вина доктора Фарана Самаке так же в суде никогда доказана не была. Дети Фарана Самаке обратились в Апелляционный суд Мали, а сам факт убийства Модибо Кейты пока так и не был доказан юридически.
В кругу знакомых Тьекоро Багайоко находились люди, которые осмеливались говорить шефу полиции, что он терроризирует людей и сеет страх среди населения. Но Багайоко не без иронии отвечал: «Я не злой. Просто малийцы меня бояться» (фр.  Je ne suis pas méchant. Les Maliens ont naturellement peur de moi »).

### Конец «Банды трёх»
Проблема дальнейшего политического развития Мали вызвала раскол в ВКНО. Военные могли провести выборы и вернуться в казармы, но в этом случае единственной реальной политической силой стал бы распущенный Суданский союз. Рассчитывать на запрещённые при Кейте политические партии не приходилось — все они, за исключением Партии перегруппировки, стояли позициях, ещё более близких к марксизму, а население продолжало симпатизировать левым идеям. По мнению малийских исследователей именно эта проблема и привела к конфликту февраля 1978 года. Уже в конце 1977 года по стране шли упорные слухи о том, что идея Траоре о возвращении армии в казармы и переходе к гражданскому правлению вызвала конфликт в правящем Военном комитете, и он перестал собираться на свои плановые заседания. Управление страной фактически прекратилось, и службы государства начали погружаться в атмосферу неопределённости.
В январе 1978 года по стране распространилась листовка под названием «Le Mali, un gouvernement sous l’autorité du CMLN / Une administration dirigée par l’Impératrice»  (Мали, правительство под властью ВКНО / Администрация, которой руководит Императрица) с критикой Муссы Траоре и его жены Мириам. Руководство полиции Бамако потребовало от своего Главного управления и лично от Тьекоро Багайоко внести ясность в ситуацию. 14 января тот собрал в здании управления импровизированное совещание, на котором описал комиссарам округов и начальникам отделов полиции ситуацию в ВКНО. Багайоко заявил, что все члены правящего комитета должны прекратить агитацию за политику возвращения в казармы или перехода к гражданской жизни. Но неустойчивый паритет между двумя группами в руководстве Мали затягивался. 9 февраля Тьекоро Багайоко собрал ещё одно совещание в Главном управления полиции и опять изложил своё видение ситуации и перспектив развития страны. Это ничего не изменило. Прошла неделя, затем другая, государственные службы ждали указаний сверху, но власть молчала….
Гром грянул в последний день февраля. Директор Службы национальной безопасности, генеральный директор полиции подполковник Тьекоро Багайоко, министр обороны подполковник Киссима Дукара и министр внутренних дел Карим Дембеле были арестованы по обвинению в подготовке государственного переворота. 28 февраля 1978 года в 20:15 Мусса Траоре выступил по радио с обращением к нации и сообщил об их аресте, обвинив соратников в государственной измене, разглашении государственной тайны, клевете и спекуляциях (фр.  pour haute trahison, diffusion de secrets d'Etat, mensonges et speculations). Характеристика Багайоко, данная Траоре в этом выступлении, была краткой: «Что касается бывшего подполковника Тьекоро Багайоко, то в его случае критика представляется бесполезной, его махинации известны всем. Он олицетворял ужас и клевету» (фр.  Pour l'ex-lieutenant-colonel Tiécoro Bagayoko, il apparaît inutile d'épiloguer sur son cas tant ses agissements sont connus de tous. Il personnifiait la terreur et la calomnie.).
«Пришёл конец царству злоупотреблений и террора» (фр.  Fini le règne des abus et de la terreur) — подводил черту Мусса Траоре, но арест силовиков потянул за собой цепь других арестов. 9 марта 1978 года был отправлен в тюрьму комиссар 1-го столичного полицейского округа капитан Мамаду Белько Н’Диэ (в 2010 году, после долгого заключения, он выпустил книгу воспоминаний «Когда власть бредит»). Были арестованы и отправлены в лагерь Джикорони все участники совещаний в Главном управлении полиции. Они предстали перед следственной комиссией во главе с командиром батальона Сори Ибрахимом Силлой и отправились на каторгу. 30 апреля по обвинению в коррупции были арестованы и близкие родственники Багайоко, директора Малийского общества импорта и экспорта (Somiex) и Малийского общества текстиля (Comatex) .
Процесс над «Бандой трёх» (фр.  La bande des trois») , как по аналогии с китайской «Бандой четырёх» окрестили соотечественники Багайоко, Дукару и Дембеле, прошёл 18—21 октября 1978 года. Бывший шеф спецслужб был приговорён к смертной казни и разжалован в солдаты 2-го класса. Но под давлением Франции казнь откладывалась, и Тьекоро Багайоко пока отправили на север.

### В «солнечном Тауденни». Жертва своего творения
Каторга на соляных копях в Тауденни была учреждена в 1969 году главой временного правительства капитаном Йоро Диаките и шефом малийского Сюрте Тьекоро Багайоко. В 1973 году рухнувший с политических вершин Диаките был замучен на этих соляных копях и похоронен под кучей песка и пыли. Теперь по его следам шёл и Багайоко. По злой иронии судьбы он и другие осуждённые прибыли в Тауденни незадолго до того, как вышли на свободу Самба Сангаре и другие оставшиеся в живых участники заговора 1969 года, которых Багайоко когда-то назвал «туристами». Их «свидание» действительно состоялось. Тьекоро Багайоко оказался среди людей, которых сам отправил умирать под солнцем Сахары. Однако, как уверял Сангаре, заключённые не стали ему мстить, а только предоставили самому себе: «Мы подвели черту под их прошлым. У них были свои проблемы» (фр.  Nous avons mis un trait sur le passé. Ils avaient leur problem). Руководство каторги не стало подвергать Багайоко обычным физическим истязаниям, но и условия каторжных работ для бывшего начальника улучшать не стало. Основатель каторги возмущался тем, что власти поместили персон его уровня к «бандитам и ворам», но ему возразили, что он и сам послал в такие условия множество высокопоставленных лиц.
Через год он ненадолго вернулся в столицу. 28 июня 1980 года Багайоко, Дембеле, Дукара и главный интендант армии Нуун Диавара снова предстали перед судом по обвинению в хищении общественных средств. Багайоко получил дополнительно 5 лет принудительных работ и на этот раз покинул Бамако навсегда. В составе группы заключенных он вернулся в Тауденни под надзор старшего аджюдана Нфали ульд Бойды. Ульд Бойда считал, что условия каторги, созданной Багайоко, были слишком комфортными для осуждённых, и распорядился начать добычу соли в 12 километрах от лагеря. Теперь заключённые просыпались в 04:00 утра, в 04:30 отправлялись в путь и только в 06:30 прибывали на шахту. Работы продолжались с 07:00 до 18:00 с получасовым перерывом, и заключённые медленно сгорали на солнце, добывая и перекладывая бруски соли. Ульд Бойда в кулинарных терминах назвал эти работы «маринованием»  заключённых перед их «окончательным приготовлением» .

### Отблеск возмездия
Только через три года Мусса Траоре решился окончательно избавиться от бывшего соратника (малийский политик Амаду Талль утверждал, что казнь Багайоко стала возможной после прихода к власти во Франции Франсуа Миттерана). В середине августа 1983 года в Тауденни была направлена боевая группа старшего лейтенанта Муссы Камары. По прибытии на место его люди сразу же убили нескольких заключённых, а всем остальным режим содержания был ужесточён. Теперь они должны были каждый день с 06:00 до 18:00 бегом переносить на голове кирпичи в форт Ньянтао в полукилометре от лагеря. Тьекоро Багайоко три дня отказывался ходить на эти работы и сказал капитану Сунгало Самаке, знакомому по заговору 1968 года: «Никогда не говори моим детям, что я умер по пути за кирпичами» (фр. On ne dira jamais à mes enfants que je suis mort en train de prendre des briques).
В один из дней к Багайоко подошли двое солдат и сообщили, что из форта прибыл вестовой и что его вызывает к себе Мусса Камара. Рано утром 19 августа бывший шеф полиции рассказал об этом своему сокамернику Мамаду Белько Н’Диэ и, предвидя скорую смерть, оделся в спортивную форму своей любимой футбольной команды «Джолиба». Багайоко полушутя сказал на прощание капитану Сунгало Самаке: «Добрый Господь встретит меня. Он мне скажет: „Эх ты! С тех пор как ты родился, что ты сделал хорошего?“ Он меня пнёт: „бабах!“, и я окажусь в раю»  (фр. Le Bon Dieu me recevra. Il me dira : Eh toi ! Depuis que tu es né, qu’est-ce que tu as fait de bon ? Il va me donner un grand coup de pied : « badanw ! » et je vais me retrouver dans le paradis).
«Если я умру, то не надо обо мне молиться, так как я и сам не молюсь» (фр. Si je meurs, il ne faut pas prier sur moi, car je ne prie pas moi-même) — после этих слов Тьекоро Багайоко отправился в форт Ньянтао навстречу смерти. Вскоре (Амаду Таль утверждает, что это было в то же утро, однако надпись на могиле Багайоко указывает на 26 августа) в форт была вызвана похоронная команда заключённых во главе с Мамаду Бобо Соу. В её состав определили Абдулая Юсуфа Майгу, Махамаду Диарру, Тумани Сидибе, бывшего главного интенданта армии Нууна Диавару, Алиу Траоре, и капитана Сунгало Самаке, одну из ключевых фигур переворота 1968 года. Они доставили тело Тьекоро Багайоко в лагерь и похоронили. Мнения членов команды о причине смерти бывшего подполковника будут расходиться: Н’Диэ утверждал, что ясно видел следы удушения, однако Майга заявлял, что никаких видимых следов убийства на теле видно не было.
Заключённые не смогли выкопать в очень твёрдой почве Тауденни глубокую могилу, и бывший всесильный глава полиции и спецслужб был похоронен в углублении под кучей песка, перемешанного с кусками соли. На могиле была установлена металлическая табличка, на которой было грубо и с двумя ошибками выгравировано «Ici repose Tiecoro Bacayoko 1937 — 26.8.83» («Здесь покоится Тьекоро Багайоко 1937 — 26.8.83»).

## Покровитель малийского футбола
Тьекоро Багайоко был горячим поклонником футбола. Он стал президентом футбольного клуба Djoliba Athletic, ныне самого крупного футбольного клуба Мали, и оказывал ему покровительство. Багайоко сделал «Джолибу» своей личной командой, произвольно привлекал средства для её развития, давал ей привилегии и едва ли не принуждал своих высокопоставленных сотрудников к участию в её делах. Дошло до того, что шеф полиции вмешался в арбитраж, за что Мали на год была лишена права участия в межафриканских соревнованиях. Уже на каторге Багайоко постоянно вспоминал о своей команде и даже просил сокамерников похоронить его в спортивной форме «Джолибы» и в футбольных бутсах.

## Семья
Тьекоро Багайоко впервые сочетался браком в 1962 году с Айсатой Келетигу Думбиа (Aïssata Keletigui Doumbia (Assétou Kourouma по документам). В этом браке родились:
- Муса Багайоко (Moussa Bagayoko);
- Мама Багайоко (Mama Bagayoko).

В 1970 году Багайоко женился на Тенимбе Диалло (Tenimba Diallo), от которой имел 4 детей:
- Мата Саджи Багайоко (Mata Sadji Bagayoko);
- Фатума Багайоко (Fatouma Bagayoko);
- Айссата Багайоко (Aïssata Bagayoko)
- Мохамед Багайко (Mohamed Bagayoko)

В 1976 году Багайоко женился на Нене Баяба Си (Néné Bayaba Sy) от которой имел дочь Кати Ассету Багайоко (Caty Assetou Bagayoko), которая впоследствии стала известна тем, что в 2011 году принимала участие в предвыборной кампании бывшего премьер-министра Модибо Сидибе.

## След в современности
Интересен тот факт, что Багайоко в своё время оказывал особое покровительство Модибо Сидибе, будущему премьер-министру страны (2007—2011). Под его непосредственным началом служил и нынешний премьер-министр Мали Дьянго Сиссоко, с 1972 года занимавший посты директора Службы исполнения наказаний Мали и начальника центральной тюрьмы Бамако.

## Личность Багайоко и её оценки
Малийский политик и писатель, профессор антропологии Паскаль Баба Кулибали (1951—2008), лично сталкивавшийся с подполковником во время забастовки 1970 года в Высшей нормальной школе, в 2009 году писал в своём очерке «Тьекоро Багайоко: неординарная личность»:
Невысокий, но пышущий здоровьем, с уверенностью, переходящей в высокомерие, Тьекоро с первого мгновения подавлял своим стальным взглядом, который был очень к лицу первому полицейскому нового режима...»
Интересы Тьекоро Багайоко не ограничивались страстью к футболу: не без его покровительства была создана и известная афро-поп-группа «Ambassadeurs du motel». В её состав привлекли потомка средневекового императора Мали Сундиаты Кейты Салифа Кейту, получившего затем всемирную известность. Паскаль Кулибали передавал ходившие по Бамако слухи, что Багайоко стал безраздельным хозяином в столичном мотеле, где «Ambassadeurs» играли для него и его свиты, и куда полиция свозила для своего шефа самых привлекательных женщин Бамако, забирая их даже из семей.
Сам Багайоко, похоже, не согласился бы с обвинениями в разгуле и злоупотреблениях. После ареста в 1978 году в письме капитану Сулеи он просил того добиваться своей моральной реабилитации. Багайоко писал: «Ты на самом деле знаешь, что я ничего не расхищал. Я ничего не совершил и ничего не промотал». (Tu sais bien que je n’ai rien détourné. Je n’ai rien réalisé et rien bouffé).
В том же письме арестованный Багайоко предавался раздумьям о своей судьбе и кратко излагал свои взгляды на мир:
Я размышляю о некой фатальности моих обстоятельств, о той жестокой участи, которой удостаиваются те, кто борется за великие идеи. […] Надо уметь умирать, чтобы иметь честь жить согласно такой этике. Военный, политик - кандидат в покойники. Кто убил, тот будет убит (подчеркнуто автором) […] Я спрашиваю себя, не был ли я лишён разума. Я сделал из песчинки гору. Я выбрал армию, я сделал всё для того, чтобы прийти во власть и эта власть приговорила меня к смерти. […]   Я часто говорю, что ад - это для живых, так как только они могут страдать. Для нас, неверующих, это именно так, мы так считаем. Смерть - это вечный мир. Где в этом видна Божественная справедливость? Я неверующий, но для верующих она, возможно, есть.
В современном Мали оценки Тьекоро Багайоко в основном осуждающие. Журналист Саути Хайдара пишет о нём как об одной из ключевых фигур,  «сильных личностей» «военно-фашистской диктатуры»  (dictature militaro-fasciste). Его называют очень кровожадным (plus sangunaires) и самым худшим из малийцев (c’est le pire des maliens), «анфан терриблем ВКНО» (l’enfant terrible du comité militaire), «грозным Тьекоро… правой рукой Муссы Траоре и сильной личностью Военного комитета» (le redoutable Tiékoro, bras droit de Moussa Traoré et homme fort du comité militaire).
Но при всём осуждении репрессивной практики Багайоко и его роли в истории страны, убийство этого деятеля никем не оправдывается. Тьекоро Багайоко рассматривается и как преступник, и как жертва режима, не признававшего прав человека.
Более того, президент Ассоциации бывших малийских спортсменов во Франции (ASSOMAF) Сейба Кулибали, которого Багайоко в 1974 году привёл в команду «Джолиба», в одном из своих интервью выразил ему благодарность за поддержку и назвал то ли «большим», то ли «великим человеком» (un grand home).
Профессор Паскаль Кулибали, пытавшийся беспристрастно разобраться в личности Багайоко и подчёркивавший, что не желает его реабилитации хоть в каком либо смысле, отмечал неоднозначность этой фигуры:
Попав из  правительственного кабинета в соляные копи, Тьекоро был вынужден спешно  приспосабливаться к  новым условиям и производил впечатление своей стойкостью. Каторжник не выдаёт охранникам и сокамерникам никаких признаков недовольства своим положением и даже, напротив, упражняется в  насмешках и в юморе. Его готовность к неизбежной смерти демонстрирует вершины мужества. [...] Если жизнь этого необычного человека должна наводить на размышления, то его  смерть склоняет к ним ещё больше.
В 2012 году старейшина малийской журналистики, директор журнала «L’Indépendant» Саути Хайдара писал: «Бесчинства в конце концов всегда настигают своих творцов, как „сбившийся с дороги теленок в конце концов всегда находит свою родительницу посреди стада из тысяч коров“, согласно индийской пословице!» (фр.  Les exactions finissent toujours par rattraper leurs auteurs, comme « le veau égaré finit toujours par retrouver sa génitrice au milieu d’un troupeau de mille vaches ).